# Bulgaria en los Juegos Paralímpicos
Bulgaria en los Juegos Paralímpicos está representada por la Asociación Paralímpica Búlgara, miembro del Comité Paralímpico Internacional.
Ha participado en diez ediciones de los Juegos Paralímpicos de Verano, su primera presencia tuvo lugar en Seúl 1988. El país ha obtenido un total de dieciocho medallas en las ediciones de verano: seis de oro, nueve de plata y tres de bronce.
En los Juegos Paralímpicos de Invierno ha participado en siete ediciones, siendo Lillehammer 1994 su primera aparición en estos Juegos. El país no ha conseguido ninguna medalla en las ediciones de invierno.

## Medallero

### Por edición
| Evento              | Oro | Plata | Bronce | Total |
| ------------------- | --- | ----- | ------ | ----- |
| Seúl 1988           | 2   | 1     | 0      | 3     |
| Barcelona 1992      | 1   | 2     | 0      | 3     |
| Atlanta 1996        | 0   | 1     | 1      | 2     |
| Sídney 2000         | 1   | 0     | 0      | 1     |
| Atenas 2004         | 0   | 0     | 0      | 0     |
| Pekín 2008          | 0   | 1     | 1      | 2     |
| Londres 2012        | 0   | 2     | 1      | 3     |
| Río de Janeiro 2016 | 1   | 0     | 0      | 1     |
| Tokio 2020          | 0   | 2     | 0      | 2     |
| París 2024          | 1   | 0     | 0      | 1     |
| TOTAL               | 6   | 9     | 3      | 18    |

| Evento              | Oro | Plata | Bronce | Total |
| ------------------- | --- | ----- | ------ | ----- |
| Lillehammer 1994    | 0   | 0     | 0      | 0     |
| Nagano 1998         | 0   | 0     | 0      | 0     |
| Salt Lake City 2002 | 0   | 0     | 0      | 0     |
| Turín 2006          | 0   | 0     | 0      | 0     |
| Vancouver 2010      | 0   | 0     | 0      | 0     |
| Sochi 2014          | 0   | 0     | 0      | 0     |
| Pyeongchang 2018    | 0   | 0     | 0      | 0     |
| Pekín 2022          | –   | –     | –      | –     |
| TOTAL               | 0   | 0     | 0      | 0     |

### Por deporte
Deportes de verano
| Evento    | Oro | Plata | Bronce | Total |
| --------- | --- | ----- | ------ | ----- |
| Atletismo | 6   | 8     | 3      | 17    |
| Natación  | 0   | 1     | 0      | 1     |
| TOTAL     | 6   | 9     | 3      | 18    |